# Абдоков, Юрий Борисович
Ю́рий Бори́сович Абдо́ков (род. 20 марта 1967, Черкесск, Ставропольский край) — российский композитор, педагог, профессор Московской консерватории, кандидат искусствоведения, Народный артист Карачаево-Черкесской Республики (2025).

## Биография
Родился 20 марта 1967 года. Академическое музыкальное образование получил в Российской Академии музыки им. Гнесиных, которую окончил в 1992 г. по классу композиции и оркестровки (руководитель Лауреат Государственных премий СССР, профессор Н. И. Пейко). В 1994 году окончил аспирантуру по классу композиции и оркестровки под руководством Лауреата Государственной премии СССР, Народного артиста СССР, профессора Б. А. Чайковского. Преподавать композицию начал, будучи аспирантом Б. А. Чайковского в РАМ им. Гнесиных.
Художественный руководитель Международной творческой мастерской «Terra Musika» для композиторов, оперно-симфонических дирижёров и балетмейстеров (Россия, Германия, Италия).
Эксперт, руководитель постановок и автор музыки «Дебютных проектов молодых хореографов», инициированных Министерством культуры РФ во исполнение поручения Президента РФ Д.А. Медведева (2011). Председатель Художественного совета Межрегиональной общественной организации по изучению и сохранению творческого наследия Б. А. Чайковского («The Boris Tchaikovsky Society»). Возглавляет  (после смерти К.С. Хачатуряна) комиссию по присуждению Премии им. Бориса Чайковского, Председатель Фонда и жюри Международного композиторского конкурса им. Н. Пейко. Редактировал и подготовил к публикации ранее не издававшиеся сочинения своих учителей, в том числе — юношеские квартеты и оперу «Звезда», "Из Киплинга", "Марши для духового оркестра" и другие сочинения  Б. Чайковского, 9-ю и 10-ю симфонии Н. Пейко и др. Художественный  руководитель и продюсер  более 10 компакт-дисков с раритетной русской музыкой, изданных зарубежными звуко-записывающими фирмами , в т.ч. номинированный на Премию «Грэмми» диск "Балакирев и русская народная песня" .
Диск камерной и вокальной музыки Б.А.Чайковского (художественный руководитель записей, продюсер, автор аннотации)  отмечен авторитетным журналом в области классической музыки International Record Review в числе лучших записей (отметка "IRR Outstanding") и др. Осуществлял художественное руководство премьерными исполнениями и первыми мировыми записями многих сочинений М. С. Вайнберга, Б. А. Чайковского, Н. И. Пейко, Г. В. Свиридова и др.

## Творчество
Среди наиболее крупных сочинений — опера «Рембрандт» (по драме Д. Кедрина), опера-притча «Светлорукая» (по древне-кавказскому преданию); балеты «Осенние этюды», «Тайные преграды», «Архитектура звука — Три поэмы»; три симфонии, в том числе — Симфония «В час незаметной печали» для большого оркестра и хора дискантов (стихи В. Гаврилина), Симфония для фортепиано и струнного оркестра; оркестровые поэмы «Осенние молитвы», «На грани таянья и льда», «Птицы под дождём», «Прекрасны лица спящих» — Элегическая поэма для скрипки с оркестром (памяти Я.И. Чайковской), пять струнных квартетов; Фортепианный квинтет; сочинения для различных инструментальных ансамблей, фортепиано, органа, виолончели, клавесина, виолы д`амур, хора и др. Автор многочисленных оркестровок, в том числе — реконструкций старинной музыки.
Балет Ю. Абдокова 'Sombras ajenas' поставлен в балетной труппе «Corella Ballet» Анхеля Корелья (Испания) .
Сочинения композитора исполняются на ведущих концертных площадках России (Большой и Малый Залы Московской Консерватории,  Московский Международный Дом Музыки, Крокус-Сити Холл, Кафедральный Собор Непорочного Зачатия Пресвятой Девы Марии и др.), в крупнейших музыкальных аудиториях Германии, США, Бельгии, Чехии, Японии, Латинской Америки , Испании и др.
В августе 2016 года в рамках Международного фестиваля "Young Euro Classic" в Берлинском Концерт-Хаусе состоялась мировая премьера "Хоральной Постлюдии для альта с оркестром памяти Рудольфа Баршая".
В 1996 году оркестровал для большого симфонического оркестра «Прелюдию-Колокола» Б. А. Чайковского —  последнее незавершённое произведение композитора (посмертная  премьера состоялась в Большом Зале Московской консерватории — в 2003 г.).
Прикладные жанры: музыка к анимационному фильму «Ангелочек» (реж. З. Бидеева, 2008 г.) -  Лауреат Премии «Золотой Витязь» , участник и призёр международных фестивалей, в т. ч. -  31-го Московского Международного кинофестиваля , Фестиваля детских и юношеских фильмов, Чехия, 2009 г., Международного анимационного кинофестиваля «Golden Kuker» (Болгария, 2010 г., Приз за «Лучший первый фильм»), Международного анимационного фестиваля в Хиросиме (Япония, 2010 г.), Международного анимационного кинофестиваля «Anim’est» (Румыния, 2010 г.) и др.

## Педагогическая и научная деятельность
С 1996 г. преподаёт на композиторском факультете Московской консерватории, профессор. Помимо индивидуального класса (сочинение, оркестровка) руководит курсом «История оркестровых стилей» у композиторов и оперно-симфонических дирижёров МГК. Автор и руководитель первого в России консерваторского курса  по «Теории оркестрового письма» для аспирантов (композиторов и оперно-симфонических дирижёров) .
В 2000—2007 гг. — возглавлял созданную им Кафедру композиции в Академии хорового искусства им. В. С. Попова.
Параллельно с консерваторией, с 2000 г. по 2016 — профессор МГАХ, где разработал и вёл курсы музыкальной драматургии, композиции и оркестровки для балетмейстеров, обучающихся на кафедре Ю. Н. Григоровича и аспирантов.
Руководит многочисленными мастер-классами для молодых российских и зарубежных композиторов, дирижёров и балетмейстеров.
В рамках Международной творческой мастерской ведёт занятия с одарёнными детьми-композиторами России, ближнего и дальнего зарубежья.
Научный руководитель  диссертационных проектов по теории композиции, оркестрового письма и исторических инструментальных и оркестровых стилей, музыкального театра, дирижёрского исполнительства и педагогики.
Среди учеников Ю. Б. Абдокова — более 40 лауреатов международных конкурсов и премий, в том числе — композиторы: Хумие Мотояма (США — Япония), Дмитрий Коростелев (Россия), Фёдор Степанов (Россия), Василий Николаев (Россия), Арина Цытленок (Белоруссия), Александр Тлеуов (Россия); дирижёры — Ариф Дадашев (Россия), Николай Хондзинский (Россия), Иван Никифорчин (Россия); Эрнест Алавердян (Россия); балетмейстеры — Кирилл Радев (Россия — Испания), Константин Семёнов (Россия) и др.

## Труды и публикации
Автор более 100 научных трудов, очерков, статей, аннотаций по проблемам музыкальной композиции, теории и истории оркестра и оркестровых стилей, хореографии.
Автор монографий:
1. "Музыкальная поэтика хореографии. Взгляд композитора" (М., Изд-во ГИТИС, 2009 г.) — первая в отечественном искусствознании монография, посвящённая онтологии музыкально-хореографического синтеза:.[41]; рецензент — Народный артист СССР, лауреат Ленинской и Государственной Премий СССР Ю. Н. Григорович; предисловие — Народный артист России, лауреат Государственных Премий СССР и РФ К. С. Хачатурян.
2. "Николай Пейко. «Восполнивши тайну свою…»" (М., Издательстве Московской Патриархии, 2020 г.)[42].

Среди публикаций о балете :
- Музыкальная этимология хореографического искусства //Театр, живопись, кино, музыка. Вып.1 (3).- 2008.
- Музыкальная полифония прокофьевских балетов Жана-Кристофа Майо //Сцена.  2008.- № 4.
- Карэн Хачатурян: память эпохи// Балет. - 2010.-  № 2 (161).

Из публикаций 2015-2016 г.г.: эссе "Борис Чайковский: отзвуки" и "Очерк жизни и творчества Н.И. Пейко" , опубликованные в "Музыкальном журнале"  и др.
Доклады на международных и всероссийских конференциях включают:
- доклад "Проблема музыкально-хореографического синтеза в хореографическом образовании" на Международной конференции "Русский балет как мировой феномен в современной культурном процессе", 2012 г. (организована под эгидой Министерства Культуры РФ) [47]
- доклад "Оркестровая поэтика Свиридова" на международной научной конференции, организованной под эгидой Министерства культуры РФ, Лондонского Университета, Свиридовского Института, 2015 г.[48] и др.

## Интервью
Интервью с Ю. Б. Абдоковым:
- «Музыка — искусство провиденциальное» («Литературная Россия», № 26. 27 июня 2014[49])
- «Классическая музыка и благословенный Кавказ» («Благословенный Кавказ», 30 сентября 2014 г.[50])
- «Высокая судьба» («Православная Москва», 3 июля 2015 г.[51])
- «Быть человеком искусства – значит уметь выбирать, а не быть всеядным» (Передача «Русский мир» Радио России) [52] и др.

## Пресса
- «Валерий Кикта: Terra Ballet: концерт Международной творческой мастерской Юрия Абдокова» (Журнал  «Балет. - 2010. - № 6) [53]
- «Дыхание вечности с русской душой» («Литературная Россия», № 42, 2013) [54]
- «Последний из могикан» («Российский музыкант» № 5 (1307), май 2013) [55]
- «В диалоге с музыкой» (Журнал «Балет»-Линия, № 7, 2010) [56]
- «Души прекрасные порывы. (Театральный журнал «Страстной бульвар, 10», Выпуск 2-132 -2010) [57]
- «Звук создан Богом» («Трибуна молодого журналиста», № 8 (133), 2013) [58]
- «Весенний балет от молодых хореографов» («Вечерняя Москва», 2.03.2014)[59]
- "От Terra Musica к Oeconomia Choreographica: творческий вечер «мастерской Абдокова» и культурные коды европейской цивилизации" («Литературная газета», № 25 (6280) (2010-06-23)[60]

## Награды
- Заслуженный деятель искусств Карачаево-Черкесии (2003)[61]
- Высшая общественная награда Кавказа — «Золотой пегас» (2008)[62].
- Лауреат российской Национальной Премии "Лучшие книги и издательства года - 2020" за книгу «Николай Пейко: "Восполнивши тайну свою..."»[63] (2021)
- Благодарность Президента Российской Федерации (1 сентября 2022 года) — за вклад в развитие отечественной культуры и искусства, многолетнюю плодотворную деятельность[64]